# Kasi Lemmons
Karen Lemmons, detta Kasi (Saint Louis, 24 febbraio 1961), è una regista, attrice e sceneggiatrice statunitense, nota principalmente per aver diretto nel 1997 La baia di Eva, prodotto e interpretato da Samuel L. Jackson.

## Biografia
Debuttò come attrice nel 1979, interpretando il ruolo di un ostaggio nel film TV 11th Victim. Nel 1988 interpretò un piccolo ruolo nel musical Aule turbolente, diretto da Spike Lee. Nel 1991 apparve nel film Il silenzio degli innocenti, pluripremiato thriller diretto da Jonathan Demme.
Nel 1997 esordì nella regia cinematografica, dirigendo il dramma La baia di Eva. Il film ottenne buone recensioni e vinse l'Independent Spirit Award per il miglior film d'esordio e il National Board of Review Award al miglior regista esordiente. Tra le sue regie successive, Whitney - Una voce diventata leggenda, biografia cinematografica di Whitney Houston.

## Vita privata
Sposata con l'attore Vondie Curtis-Hall, la coppia ha 4 figli, tra cui l'attore Henry Hunter Hall, l'unico maschio.

## Filmografia

### Regista
- La baia di Eva (Eve's Bayou) (1997)
- Dr. Hugo – cortometraggio (1998)
- Crime Shades (2001)
- Parla con me (Talk to Me) (2007)
- Un Natale speciale a New York (Black Nativity) (2013)
- Harriet (2019)
- Whitney - Una voce diventata leggenda (I Wanna Dance with Somebody) (2022)

### Attrice
- 11th Victim, regia di Jonathan Kaplan – film TV (1979)
- Spenser (Spenser: For Hire) – serie TV, 1 episodio (1985)
- Adam's Apple, regia di James Frawley – film TV (1986)
- ABC Afterschool Specials (serie TV) (1 episodio) (1986)
- Così gira il mondo (As the World Turns) (serie TV) (1986)
- Aule turbolente (School Daze) di Spike Lee (1988)
- I Robinson (The Cosby Show) (serie TV) (2 episodi) (1988)
- Un giustiziere a New York (serie TV) (1 episodio) (1988)
- Un uomo chiamato Falco (A Man Called Hawk) (serie TV) (1 episodio) (1989)
- Stress da vampiro (Vampire's Kiss) di Robert Bierman (1989)
- Destini (Another World) (soap opera) (1989)
- The Court-Martial of Jackie Robinson (film TV) di Larry Peerce (1990)
- The Big One: The Great Los Angeles Earthquake (film TV) di Larry Elikann (1990)
- Before the Storm (film TV) di Michael Fresco (1991)
- Under Cover (serie TV) (1 episodio) (1991)
- Il silenzio degli innocenti (The Silence of the Lambs) di Jonathan Demme (1991)
- The Five Heartbeats di Robert Townsend (1991)
- Afterburn (film TV) di Robert Markowitz (1992)
- Candyman - Terrore dietro lo specchio di Bernard Rose (1992)
- La signora in giallo (Murder, She Wrote) (serie TV) (1 episodio) 1993)
- Senza tregua (Hard Target) di John Woo (1993)
- Walker Texas Ranger (serie TV) (1 episodio) (1993)
- Fear of a Black Hat di Rusty Cundieff (1994)
- Override (film TV) di Danny Glover (1994)
- Drop Squad di David C. Johnson (1994)
- Zooman (film TV) di Leo Ichaso (1995)
- Gridlock'd - Istinti criminali (Gridlock'd) di Vondie Curtis-Hall (1997)
- Solo se il destino ('Til There Was You) di Scott Winant (1997)
- Liars' Dice di Brad Marshland (1998)
- E.R. - Medici in prima linea (ER) (serie TV) (1 episodio) (2002)
- Waist Deep di Vondie Curtis-Hall (2006)
- Disconnect, regia di Henry Alex Rubin (2012)